# Нађеј
Нађеј (свк. Nádej (Нада)) био је први часопис Словачке евангеличке цркве аугсбуршке вероисповести у Краљевини Југославији, који је од 1921. до 1941. излазио у Кисачу.

## Историјат
Словаци у Краљевини СХС већином су били евангеличке вероисповести, а до краја Првог светског рата словачке црквене општине у Војводини припадале су Угарској евангеличкој цркви. Након распада Аустроугарске и оснивања Краљевине СХС 1918, словачке црквене општине почеле су да се организују у сениорате. Банатски сениорат основан је у јуну 1920. у Ковачици, а Сремски сениорат почетком 1921. године. Словачки евангелици из Баната, Бачке и Срема 29–30. јуна 1921. у Старој Пазови основали су Словачки црквени дистрикт, који је први синод одржао 31. октобра 1925. у Новом Саду. Дана 3. јануара 1929. у Новом Саду за првог бискупа је био изабран Адам Вереш, а за дистриктуалног надзорника Цирил Абафи. Избор Вереша за бискупа потврдио је 26. марта и краљ Александар, а свечано је био инсталиран 18. септембра 1929. С развојем словачке аутономне цркве дошло је, разумљиво, и до покретања првих верских новина на словачком језику.
Први часопис словачких евангелика Нађеј покренут је 1921. године у Кисачу, а све до 1941. успешно га је издавала Словачка деоничарска штампарија у Бачком Петровцу. Главни уредник био је Павел Турчан, евангелички свештеник из Кисача. Годишња претплата износила је 6 динара за Краљевину СХС, но већ у другом годишту била је повећана на 12 динара, односно 16 динара (касније 15) за иностранство. Цена појединачног броја износила је 1 динар. Лист је био двомесечник, а од трећег годишта месечник, искључиво верског карактера. Појединачни број имао је десетак страница, а странице су биле нумерисане према годиштима, а не према бројевима.
Нађеј је покренут на иницијативу бачких евангеличких свештеника због недостатка евангеличких верских листова у Краљевини СХС. Наиме, до распада Аустроугарске, словачким евангелицима били су доступни словачки верски листови Stráž na Sione, Cirkvené Listy, Evanjelický Posol zpod Tatier и др, који су у новој држави ретко стизали до верника.
Циљ новина било је јачање верског, политичког и националног јединства словачких евангелика у Југославији. У складу с тим, новине су редовно објављивале одабране посланице и цитате из Јеванђеља, као и проповеди. Новине су имале и рубрику Zprávy (Вести), која је доносила верске вести из земље и иностранства, попут броја крштених у појединим жупама или броја словачких евангеличких верника у Краљевини СХС, као и о обнови дворске цркве у Витенбергу. Рубрика Rozhl’ady (Погледи) била је сличног садржаја као претходно наведена рубрика. Рубрика Kronika (Хроника) преносила је вести из страних верских новина и часописа.
У новинама је редовно оглашавана продаја Библије и верске литературе домаћих и страних издавача.